# Ministério da Infraestrutura
| Ministério da Infraestrutura                                                      |                                                                                        |
| Esplanada dos Ministérios, Bloco R - Brasília, DF www.gov.br/infraestrutura/pt-br |                                                                                        |
| Criação                                                                           | 17 de dezembro de 1892 (132 anos) 1 de janeiro de 2019 (6 anos) (recriação)            |
| Extinção                                                                          | 13 de maio de 1992 (32 anos) (1ª extinção) 1 de janeiro de 2023 (2 anos) (2ª extinção) |
| Último ministro                                                                   | Marcelo Sampaio Cunha Filho                                                            |
| Orçamento                                                                         | R$ 19,0 bilhões (2022)                                                                 |

O Ministério da Infraestrutura (MInfra) foi um órgão da administração direta do Estado brasileiro, responsável pelas políticas nacionais de trânsito e de transportes (aéreo, ferroviário, rodoviário e aquaviário, além das infraestruturas aeroportuária e portuária). O órgão era sucessor do Ministério dos Transportes, tendo recebido a nova designação e as atribuições relativas ao trânsito com a chegada de Jair Bolsonaro à Presidência da República. Estas eram da competência do extinto Ministério das Cidades até então. A estrutura regimental do ministério era estabelecida pelo Decreto 9.676/19.
Anteriormente, no governo Collor, houve também um Ministério da Infraestrutura, criado por meio da Lei 8.028/90 de 12 de abril de 1990. Porém, à época, o órgão contava também com competências relativas às minas, à energia e às comunicações, fato que não se repete atualmente. Foram titulares desse ministério Ozires Silva, Eduardo de Freitas Teixeira e João Eduardo Cerdeira de Santana. Na ocasião, o ministério foi extinto pela Lei 8.422/92 de 13 de maio de 1992.
Em 1 de janeiro de 2019, o Ministério dos Transportes, Portos e Aviação Civil é transformado novamente em Ministério da Infraestrutura pelo presidente Jair Bolsonaro. O primeiro titular após a recriação da pasta foi Tarcísio Gomes de Freitas.
Em 1 de janeiro de 2023, foi dividido pelo presidente Luiz Inácio Lula da Silva entre dois ministérios: o dos Transportes e o dos Portos e Aeroportos.

## Cronologia
O ministério já teve diversas denominações:
- 1860 a 1891 — Secretaria de Estado dos Negócios da Agricultura, Comércio e Obras Públicas
- 1891 a 1906 — Ministério da Indústria, Viação e Obras Públicas
- 1906 a 1967 — Ministério da Viação e Obras Públicas
- 1967 a 1990 — Ministério dos Transportes
- 1990 a 1992 — Ministério da Infraestrutura
- 10 de abril de 1992 a 19 de novembro de 1992 — Ministério dos Transportes e das Comunicações
- 19 de novembro de 1992 a 12 de maio de 2016 — Ministério dos Transportes
- 12 de maio de 2016 a 31 de dezembro de 2018 — Ministério dos Transportes, Portos e Aviação Civil
- 1 de Janeiro de 2019 a 31 de dezembro de 2022 — Ministério da Infraestrutura
- desde 1 de janeiro de 2023 — dividido entre o Ministério dos Transportes e o Ministério dos Portos e Aeroportos

## Histórico
Em 1860, durante o Regime Imperial, foi criada a Secretaria de Estado da Agricultura, Comércio e Obras Públicas, em decorrência do desmembramento dos serviços de correios, telégrafos, estradas e obras públicas. 
Proclamada a República em 1889, foi reestruturada a administração do País, sendo criado em dezembro de 1892 o Ministério da Indústria, Viação e Obras Públicas, para o qual passaram as atribuições da Secretaria da Agricultura, extinta em novembro de 1892.
Em dezembro de 1906 o Ministério recebeu novas atribuições e a denominação de Ministério da Viação e Obras Públicas.
Na década de 60, a reforma administrativa determinou profundas alterações na estrutura da Pasta, já então transformada em Ministério dos Transportes, tendo como áreas de competência os transportes ferroviário, rodoviário, aquaviário, marinha mercante, portos e vias navegáveis e a participação na coordenação dos transportes aeroviários.
Em março de 1990 ocorreu a fusão dos Ministérios dos Transportes, das Minas e Energia e das Comunicações, e criado o Ministério da Infraestrutura, com competência também nas áreas de geologia, recursos minerais e energéticos, regime hidrológico e fontes de energia hidráulica, mineração e metalurgia, indústria do petróleo e de energia elétrica, inclusive nuclear, fiscalização com utilização de radiofreqüência e serviços postais.
Em maio de 1992 foi extinto o Ministério da Infraestrutura e criado o Ministério dos Transportes e das Comunicações, com atribuições na área dos transportes, telecomunicações e serviços postais.
Em novembro de 1992 foi criado o atual Ministério dos Transportes, com atribuições específicas em política nacional de transportes.
Em 12 de maio de 2016, o governo federal, por meio da Medida Provisória Nº 726, extinguiu as Secretarias de Aviação Civil e de Portos, fundido-as ao Ministério dos Transportes. Antes ligadas à Presidência da República, as atribuições e competências das secretarias passaram a compor o Ministério dos Transportes, Portos e Aviação Civil. O primeiro ministro a assumir a nova pasta foi o então deputado de Alagoas, Maurício Quintella Lessa. Em 02 de abril de 2018, este se afastou para poder participar das eleições e foi sucedido pelo então Diretor-Geral do DNIT, Valter Casimiro Silveira.
Em 1 de janeiro de 2019, o Ministério dos Transportes, Portos e Aviação Civil é transformado novamente em Ministério da Infraestrutura. Todavia, com o início do terceiro Governo Lula, ele é dividido entre o Ministério dos Transportes e o Ministério dos Portos e Aeroportos.

## Áreas de competência

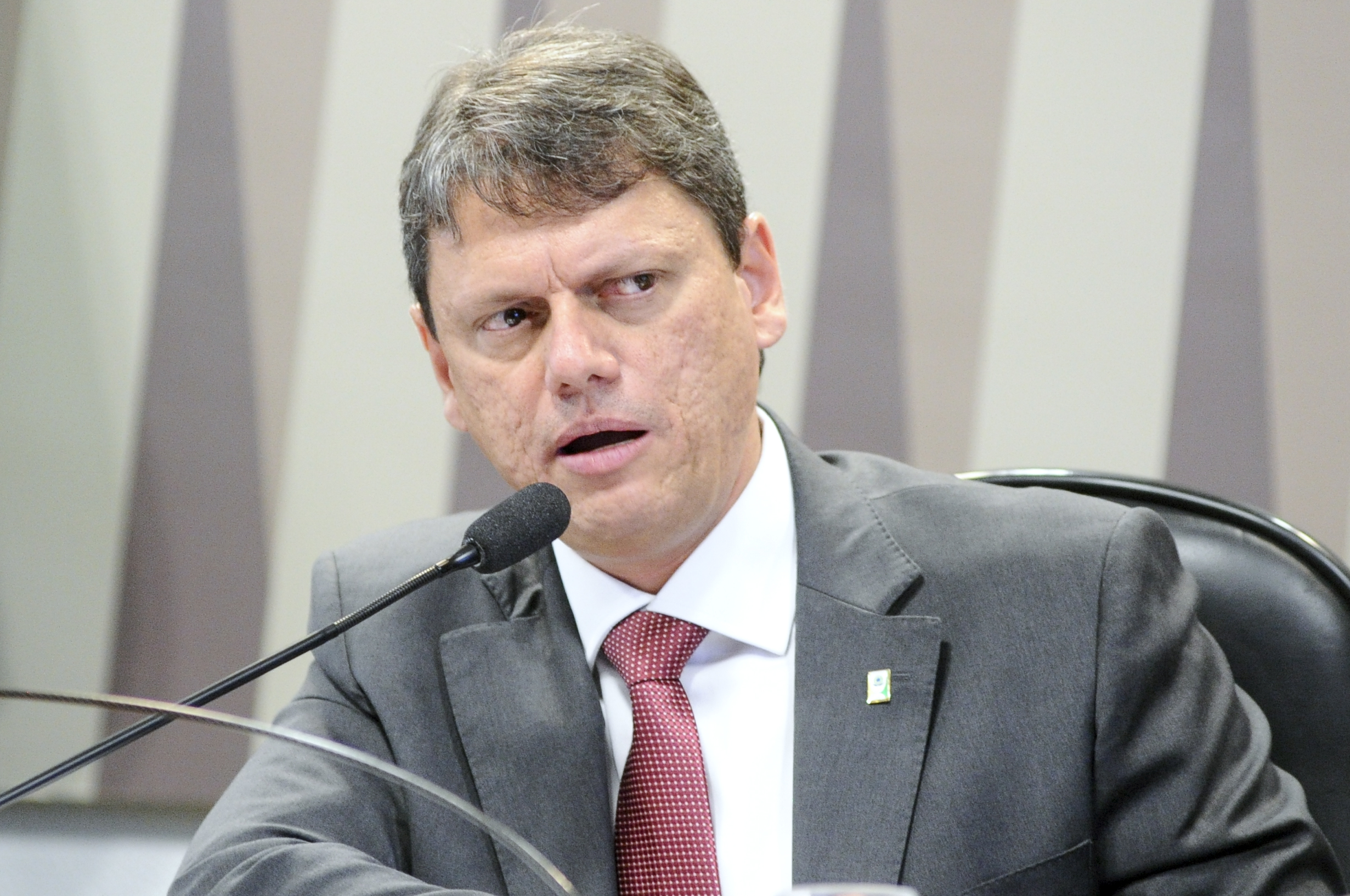
Tarcísio Gomes de Freitas em Comissão de Serviços de Infraestrutura (CI) realiza audiência pública para avaliar plano de privatizações do governo. Em pronunciamento, secretário de coordenação de projetos da Secretaria Especial do Programa de Parcerias de Investimentos da Secretaria Geral da Presidência da República. Foto: Pedro França/Agência Senado

Conforme a lei nº 13.502/2017, são as áreas de competência do Ministério:
1. política pública de transportes ferroviário, rodoviário, aquaviário e aeroviário;
2. marinha mercante e vias navegáveis;
3. formulação de políticas e diretrizes para o desenvolvimento e o fomento do setor de portos e instalações portuárias marítimos, fluviais e lacustres e execução e avaliação de medidas, programas e projetos de apoio ao desenvolvimento da infraestrutura e da superestrutura dos portos e instalações portuárias marítimos, fluviais e lacustres;
4. formulação, coordenação e supervisão das políticas nacionais do setor de portos e instalações portuárias marítimos, fluviais e lacustres;
5. participação no planejamento estratégico, no estabelecimento de diretrizes para sua implementação e na definição das prioridades dos programas de investimentos em transportes;
6. elaboração ou aprovação dos planos de outorgas, na forma da legislação específica;
7. estabelecimento de diretrizes para a representação do País nos organismos internacionais e em convenções, acordos e tratados referentes às suas competências;
8. desenvolvimento da infraestrutura e da superestrutura aquaviária dos portos e instalações portuárias em sua esfera de competência, com a finalidade de promover a segurança e a eficiência do transporte aquaviário de cargas e de passageiros; e
9. aviação civil e infraestruturas aeroportuária e de aeronáutica civil, em articulação, no que couber, com o Ministério da Defesa.

## Entidades vinculadas

### Autarquias
- Agência Nacional de Aviação Civil (ANAC)
- Agência Nacional de Transportes Terrestres (ANTT)
- Agência Nacional de Transportes Aquaviários (ANTAQ)
- Departamento Nacional de Trânsito (DENATRAN)
- Departamento Nacional de Infraestrutura de Transportes (DNIT)

### Empresas públicas
- Autoridade Portuária de Santos
- Companhia Docas do Ceará
- Companhia das Docas do Estado da Bahia
- Companhia Docas do Pará
- Companhia Docas do Rio Grande do Norte
- Infra S.A.
- Infraero
- PortosRio

### Secretarias vinculadas
- Secretaria de Aviação Civil
- Secretaria de Portos